# さとう白音
さとう 白音（さとう しおん、1991年12月30日 - ）は、日本の元AV女優。

## 略歴・人物
2020年4月、マドンナの専属女優としてAVデビュー。所属事務所はカプセルエージェンシー。
2020年9月をもって専属を離れ企画単体女優となるが、短期間で活動を休止。

## 作品

### アダルトDVD
2020年
- Madonna大型新人 こう見えて、母乳ママ。 さとう白音 28歳 AV Debut!（4月7日、マドンナ）
- 綺麗なお姉さん系《母乳ママ》マドンナ専属 第2弾!! 美しい妻の妹 背徳のミルクシャワー（5月7日、マドンナ）
- 綺麗なお姉さん系《母乳ママ》マドンナ専属 第3弾!! 夫の上司に犯され続けて7日目、私は理性を失った…。（6月7日、マドンナ）
- 綺麗なお姉さん系Gカップ《母乳ママ》シリーズ初登場!! 抱かれたくない男に死にたくなるほどイカされて…（7月7日、マドンナ）
- 暴風雨 息子の家庭教師と二人だけの夜（8月7日、マドンナ）
- 密着セックス 〜家庭内不和から始まる義父との不貞交尾〜（9月25日、マドンナ）

2021年
- 友人の母親と2人だけの秘密。 おばさんに無理矢理中出しセックスしたことは…。（2月19日、ヴィーナス）
- カーセックス・チャレンジ!（4月10日、ホットエンターテイメント）

### VR
- 世間知らずで内気な引っ込み思案の人妻しおんさん28歳(経験人数旦那のみ、子1人)を僕好みの言いなりご奉仕奴隷として仕込んだ。（2020年12月19日、マドンナ）

### 配信限定
- 【初撮り】【Gカップ美人バーテンダー】【バレたら婚約破棄】エロい女になってみたい。モデル並に美しいバーテンダーが結婚前に魅せた最初で最後の痴態は.. ネットでAV応募→AV体験撮影 1402（2020年11月27日、シロウトTV）